# Paul Leitch
Paul Robert Leitch (* 19. April 1963 in Auckland) ist ein ehemaliger neuseeländischer Radrennfahrer.

## Sportliche Laufbahn
Leitch war Straßenradsportler. Er war Teilnehmer der Olympischen Sommerspiele 1988 in Seoul. Im Mannschaftszeitfahren wurde das Team aus Neuseeland mit Brian Fowler, Greg Fraine, Paul Leitch und Gavin Stevens auf dem 12. Rang klassiert. 1992 war er Teilnehmer der Olympischen Sommerspiele in Barcelona. Leitch startete im Straßenradsport. Die neuseeländische Mannschaft kam im Mannschaftszeitfahren auf den 10. Platz von 30 gestarteten Teams.
Bei den Commonwealth Games 1986 gewann er die Silbermedaille im Mannschaftszeitfahren, 1994 holte er Bronze im Mannschaftszeitfahren. 1990 wurde er Gesamtsieger der Tour de la Nouvelle-Calédonie. Im Milk Race 1991 kam er auf den 29. Rang.
1987 wurde Leitch 88. im Rennen der Amateure bei den UCI-Straßen-Weltmeisterschaften, 1993 wurde er beim Sieg von Jan Ullrich 53.